# 阿尾村
阿尾村（あおむら）は、かつて富山県氷見郡にあった村。現在の氷見市東北部にある阿尾地区で、地区内には氷見温泉郷の各温泉（氷見阿尾の浦温泉、指崎温泉）、箭代神社を擁する。阿尾本村は氷見市から七尾市に跨る灘浦地方において最大規模の集落。

## 地理
南東側は富山湾に面する。

## 沿革
- 1889年（明治22年）4月1日 - 町村制の施行により、射水郡阿尾村、北八代村、指崎村及び森寺村の区域をもって、射水郡阿尾村が発足する。
- 1896年（明治29年）3月29日 - 郡制の施行のため、射水郡の区域から分立して、氷見郡が発足により、氷見郡に所属となる。
- 1954年（昭和29年）4月1日 - 氷見市に編入する。

## 歴代村長
出典→
1. 福田宇右衛門（1889年6月24日 - 1901年11月27日）
2. 中村理助（1901年12月28日 - 1906年3月14日）
3. 嶋尾鉄（1906年3月27日 - 1909年12月28日）
4. 松波源三（1910年2月12日 - 1919年8月29日）
5. 長沢算（1919年10月20日 - 1923年10月20日）
6. 野手六郎右衛門（1923年10月23日 - 1929年5月31日）
7. 上野八郎右衛門（1929年6月11日 - 1939年8月13日）
8. 岩池貞次郎（1939年10月10日 - 1943年10月19日）
9. 上野八郎（1944年1月8日 - 1946年6月26日）
10. 大沢弘造（1946年7月10日 - 1946年11月30日）
11. 嶋尾正一（1947年4月6日 - 1951年4月4日）
12. 茶谷儀兵衛（1951年4月23日 - 1954年3月31日）